# Micoureus demerarae
Micoureus demerarae eller Marmosa demerarae är en pungdjursart som först beskrevs av Oldfield Thomas 1905. Micoureus demerarae ingår i släktet Micoureus och familjen pungråttor.
En tidigare beskrivning av arten från Temminck (1824) under namnet Didelphis/Marmosa cinerea godkändes inte på grund av att artepitet cinerea sedan 1812 var reserverat för ett annat pungdjur. Pungdjuret fick däremot namnet Micoureus paraguayanus.

## Utseende
Arten når en kroppslängd (huvud och bål) av 12 till 20 cm, en svanslängd av 15 till 26 cm och en vikt av 53 till 230 g. Hannar är oftast större än honor. Djuret har 2,3 till nästan 3 cm långa bakfötter och 2,5 till 3,0 cm stora öron. Pälsen som täcker ovansidan har en gråaktig färg, ibland med röd skugga. Den blir ljusare mot bålens sidor och på undersidan finns ljusbrun till gulaktig päls (inklusive bröstet, halsen, hakan och kindernas nedre del). Svansen är bra täckt med hår och den är nära bålen krämfärgad till gul medan den bakre delen är svart. Hos Micoureus demerarae förekommer mörka ögonringar.

## Utbredning
Pungdjuret förekommer i norra halvan av Brasilien, i norra Bolivia, i östra Peru, i Venezuela och i regionen Guyana. Arten vistas där i låglandet och upp till 1 800 meter höga bergstrakter. Habitatet utgörs av skogar eller andra landskap som är täckta med träd och buskar.

## Ekologi
Pungdjuret äter insekter, frukter och nektar.
Micoureus demerarae tillhör pungdjuren men honor saknar pung (marsupium). Vid honans finns upp till 11 spenar. Exemplar som hölls i fångenskap byggde ett näste av bråte som fanns i buren. I norra delen av utbredningsområdet sker fortplantningen under regntiden. Individerna går på marken och klättrar i växtligheten. Även i naturen byggs bon som placeras i träd.

## Underarter
Arten delas in i följande underarter:
- M. d. areniticola
- M. d. demerarae
- M. d. dominus
- M. d. esmeraldae
- M. d. meridae